# تاكيشي كوواهارا
تاكيشي کوواهارا (باليابانية: 桑原 剛) (10 مايو 1985 في فوكوكا في اليابان – )؛ هو لاعب كرة قدم ياباني سابق كان يلعب كلاعب وسط.

## وصلات خارجية
- تاكيشي كوواهارا على موقع رابطة كرة القدم اليابانية للمحترفين (اليابانية)